# Bakinski
Bakinski (en ruso: Бакинский) es un jútor del raión de Zernograd del óblast de Rostov de Rusia. Está situado en la orilla izquierda del río Kugo-Yeya, afluente del Yeya, 36 km al sur de Zernograd y 87 km al sureste de Rostov del Don, la capital del óblast. 
Pertenece al municipio Guliái-Borísovskoye.